# Four Seasons of Love
| Recensione | Giudizio |
| ---------- | -------- |
| AllMusic   |          |

Four Seasons of Love è il quarto album della cantautrice statunitense Donna Summer, pubblicato l'11 ottobre 1976 dall'etichetta Casablanca.
Si tratta di un concept album ispirato alle quattro stagioni dell'anno.

## Tracce

### Lato A
1. Spring Affair – 8:29 (Pete Bellotte - Giorgio Moroder - Donna Summer)
2. Summer Fever – 8:06 (Pete Bellotte - Giorgio Moroder - Donna Summer)

### Lato B
1. Autumn Changes – 5:28 (Pete Bellotte - Giorgio Moroder - Donna Summer)
2. Winter Melody – 6:33 (Pete Bellotte - Giorgio Moroder - Donna Summer)
3. Spring Reprise – 3:51 (Pete Bellotte - Giorgio Moroder - Donna Summer)

## Classifiche
| Classifica (1976/1977) | Posizione massima |
| ---------------------- | ----------------- |
| Germania               | 31                |
| Italia                 | 1                 |
| Regno Unito            | 40                |
| Stati Uniti            | 21                |
| Stati Uniti R&B        | 13                |
| Svezia                 | 18                |

### Classifiche di fine anno
| Classifica (1976/1977) | Posizione |
| ---------------------- | --------- |
| Italia                 | 4         |